# Alcis perspicuata
Alcis perspicuata là một loài bướm đêm trong họ Geometridae.